# المرقب (يريم)

تعديل مصدري - تعديل

المرقب هي إحدى قرى عزلة بني عمر بمديرية يريم التابعة لمحافظة إب، بلغ تعداد سكانها 272 نسمة حسب تعداد اليمن لعام 2004.